# 曾亨應
曾亨應（1609年—1645年），字子嘉，號凰山，江西臨川縣人。明末政治人物。

## 生平
曾亨應於天啟七年（1627年）中式江西鄉試一百零二名舉人，崇禎七年（1634年）成進士。禮部觀政，八年改順天府儒學教授，九年升國子監博士，十二年升禮部儀制司主事，十四年改吏部验封司主事，歷官吏部文選主事。崇禎十五年（1642年）中，御史張懋爵彈劾他納賄行私，遂被謫去。南明弘光元年（清顺治二年，1645年），江西各城大多被清兵攻占，曾亨應讓其弟曾和應帶著父親到福建避難。曾亨應與艾南英等死守臨川城。亨應一日置酒宴客，忽清兵至。亨應避石室，被從弟出賣，曾亨應及兒子曾筠被捕。曾亨應對兒子說：“勉之！一日千秋，毋自負”。曾筠應承。父子先後不屈而死。其弟曾和應跳井自盡。清兵包围曾家村，抓获三百余人，全部处死。
清乾隆四十一年，清廷追賜曾亨應烈愍，追授曾筠禮部主事，曾和應光祿寺卿。

## 家族
曾祖曾通文，冠带大宾；祖曾世杰，封礼部郎中；父曾棟，丙辰進士，官至廣東布政使。

## 延伸阅读
[在维基数据编辑]
 《明史卷二百七十八》，出自《明史》